# Legrand
Legrand SA — французька компанія, виробник продукції електротехнічного призначення. Заснована у 1860 році. Головний офіс розташовується в Ліможі. Продукція компанії представлена у 80 країнах, а продається — у 180 країнах.
Асортимент компанії включає електрообладнання, структуровані кабельні системи, системи автоматизації, захисно-комутаційне обладнання, розподільні шафи і щити, ДБЖ, системи відеоспостереження, рішення для ЦОД.

## Історія
Компанія була заснована родиною Legrand в 1866 році і спочатку займалася виробництвом столової порцеляни. З появою електрики порцеляну починали використовувати для виготовлення ізоляторів і вимикачів. У 1897 році брати Жуль і Франсуа Вюльтюр купили завод і керували ним самі. У 1904 році підприємство було викуплене Фредеріком Леграном, Шарлем Араріксом і Жаном Жокелем, аби створити компанію Legrand, Alary & Joquel. З тих пір, слово Legrand вперше з'явилось у назві компанії. В 1911 році назва компанії змінилась на Betoule Legrand & Co.
У 1924 році компанія стала називатися Legrand & Co. (Фабрика порцеляни і електричних приладів). У 1944 році двоє промисловців з півночі Франції — Жан Верспіерен і Едуард Декосте взяли на себе керівництво компанією. У 1949 році було прийнято рішення сфокусувати зусилля компанії виключно на виробництві електроустановочних виробів. У 1966 році в Бельгії відкрилося перше міжнародне представництво компанії. У 1970 році Legrand виходить на Паризьку біржу. У 1974 році вдалося вийти за межі Європи: відкрито філіал в Бразилії. У 1984 році відбулося відкриття перших дочірніх компаній в Північній Америці під назвою Pass і Seymour. У 1989 році була придбана італійська компанія Bticino.

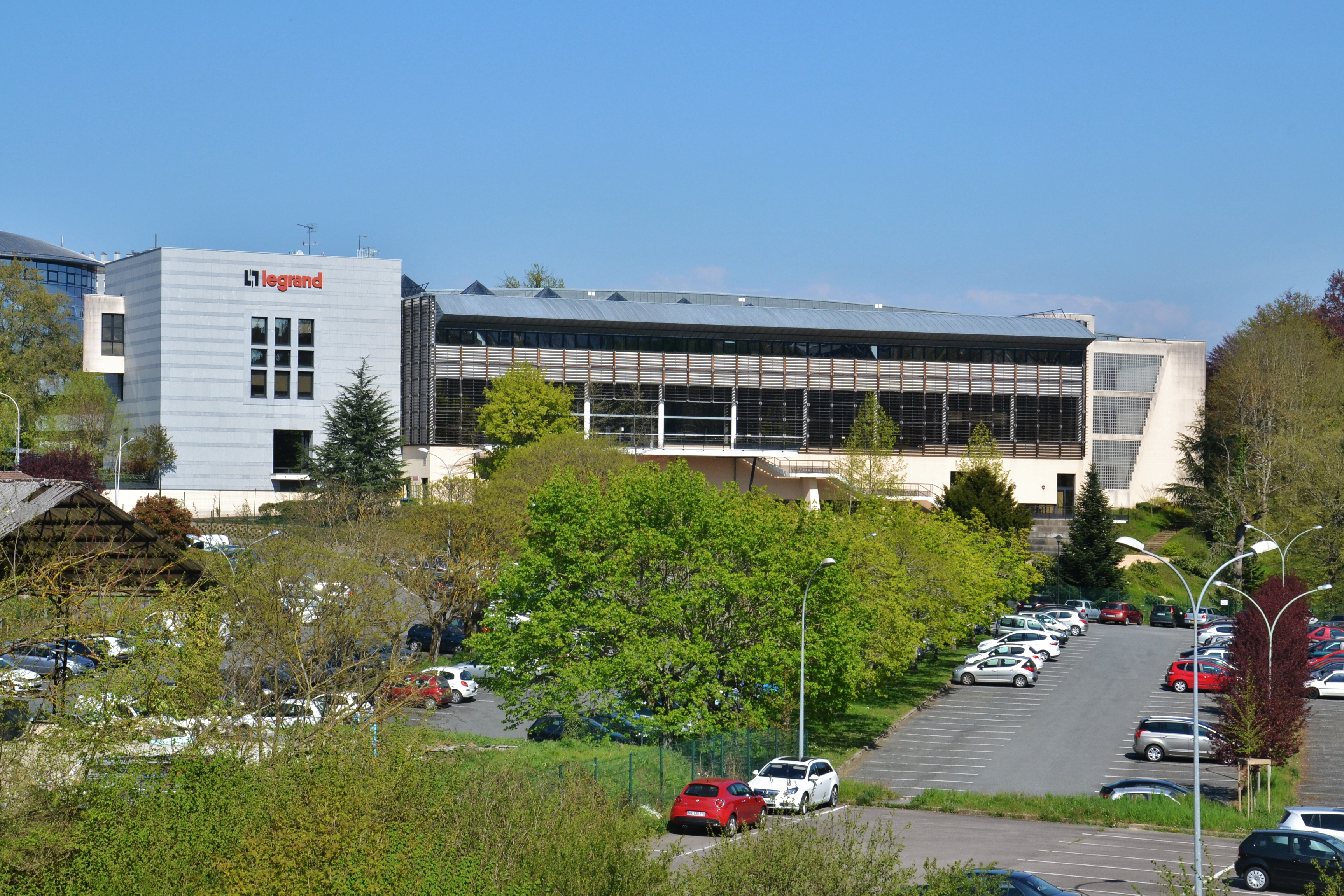
Головний офіс Legrand в Ліможі

У 1992 році придбано компанії Baco (Франція) і Tenby (Велика Британія). У 1995 році до Legrand приєдналась італійська компанія RTGamma. У 1996 році придбані The Watt Stopper (США), FAEL (Польща), Luminex (Колумбія) і MDS (Індія). В 1998 році придбана компанія Ortronics (США). В 1999 році Брюссельська комісія (антимонопольний комітет) заборонила компанії Schneider Electric придбати компанію Legrand.
У 2004 році придбана компанія Van Geel (Нідерланди). У 2005 році придбані Zucchini (Італія), OnQ (США) і ICM GROUP (Франція). В 2006 році компанія вийшла на біржу Euronext і придбала групи Cemar (Бразилія) і Vantage (США). В 2007 році придбані HPM (Австралія) і UStec (США), а також поглинено ВАТ Контактор (Росія). У 2008 році поглинені компанії PW Industries (Англія), Estap (Туреччина), HDL (Бразилія) і Electrak (Англія). В 2010 році куплені Inform (Туреччина), IndoAsian Switchgear (Індія) і Metasystem Energy (Італія).
У 2011 році компанія увійшла в лістинг CAC 40. Legrand продовжила політику поглинання компаній в країнах з новою індустріальною економікою. Перевага віддана компаніям, що працюють на ринку енергозберігаючих технологій. Були придбані компанії Electrorack (США), Intervox (Франція), SMS (Бразилія), Middle Atlantic Products Inc. (США), Megapower (Малайзія), Numeric UPS (Індія), Aegide (Нідерланди). У 2013 році придбані Seico (Саудівська Аравія), S2S Onduleurs (Франція), Tynetec (Велика Британія) та Adlec Power (Індія). В 2014 році поглинені Lastar Inc. (США), SJ Manufacturing (Сінгапур) і Neat (Іспанія). В 2015 році куплені IME (Італія), Valrack (Індія) і Raritan Inc. (США).

## Діяльність

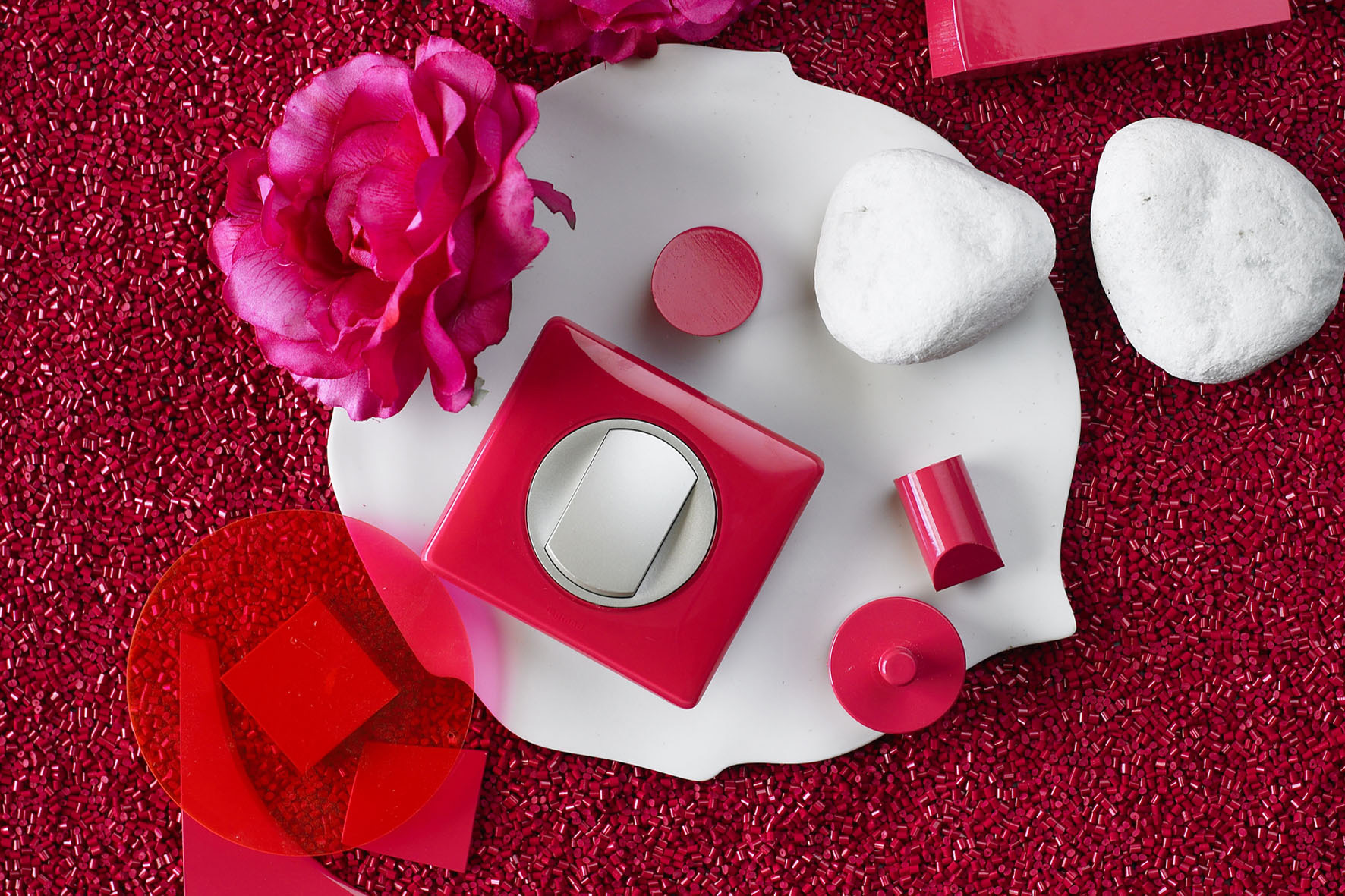
Вимикач Legrand Céliane

Діяльність компанії Legrand охоплює 180 країн світу (2014), має свої власні філіали і представництва у 80 країнах, а в інші відбувається прямий експорт продукції. Штат компанії нараховує понад 36 000 співробітників (2014). Асортимент продукції налічує понад 215 000 найменувань у 81 категорії.
На частку Legrand припадає 18 % світового ринку електроустановочного обладнання. Продукція Legrand відповідає всім основним світовим стандартам (США, Великої Британії, Німеччини, Франції, Росії, Італії, Китаю). Крім того, випускаються спеціальні серії виробів, що відповідають вимогам особливих стандартів (бразильських, швейцарських, австралійських, південнокорейських і т. д.).
Валовий дохід компанії складає €4,809 млрд, операційний прибуток — €886,7 млн, чистий прибуток — €550,6 млн. 19 % від усіх продажів компанії припадає на регіон США/Канада (2014).
В 2006 році Legrand була включена у фондовий індекс Euronext. У 2011 році компанія увійшла в лістинг CAC 40.

## Торговельні марки
- BTicino
- Cablofil
- Контактор
- Estap
- Vantage Controls
- Minkels